# Galeria Emka
Galeria Emka – 3-kondygnacyjne centrum handlowe w Koszalinie, oddane do użytku w 2002 roku. Znajduje się przy ulicy Jana Pawła II, w bezpośrednim sąsiedztwie ulicy Władysława IV. W centrum znajduje się blisko 70 lokali handlowych, z których największym w budynku jest supermarket sieci Stokrotka. Jest to najstarsze centrum handlowe w Koszalinie. Otwarcie odnowionego centrum handlowego odbyło się 20 maja 2017 r. Na pierwszym piętrze znajdują się sklepy tj. CCC, Deichmann, Martes Sport, Carry. Pojawiła się również strefa foodcourt. W grudniu 2016 otwarto 2-poziomowy sklep szwedzkiej sieci odzieżowej H&M.

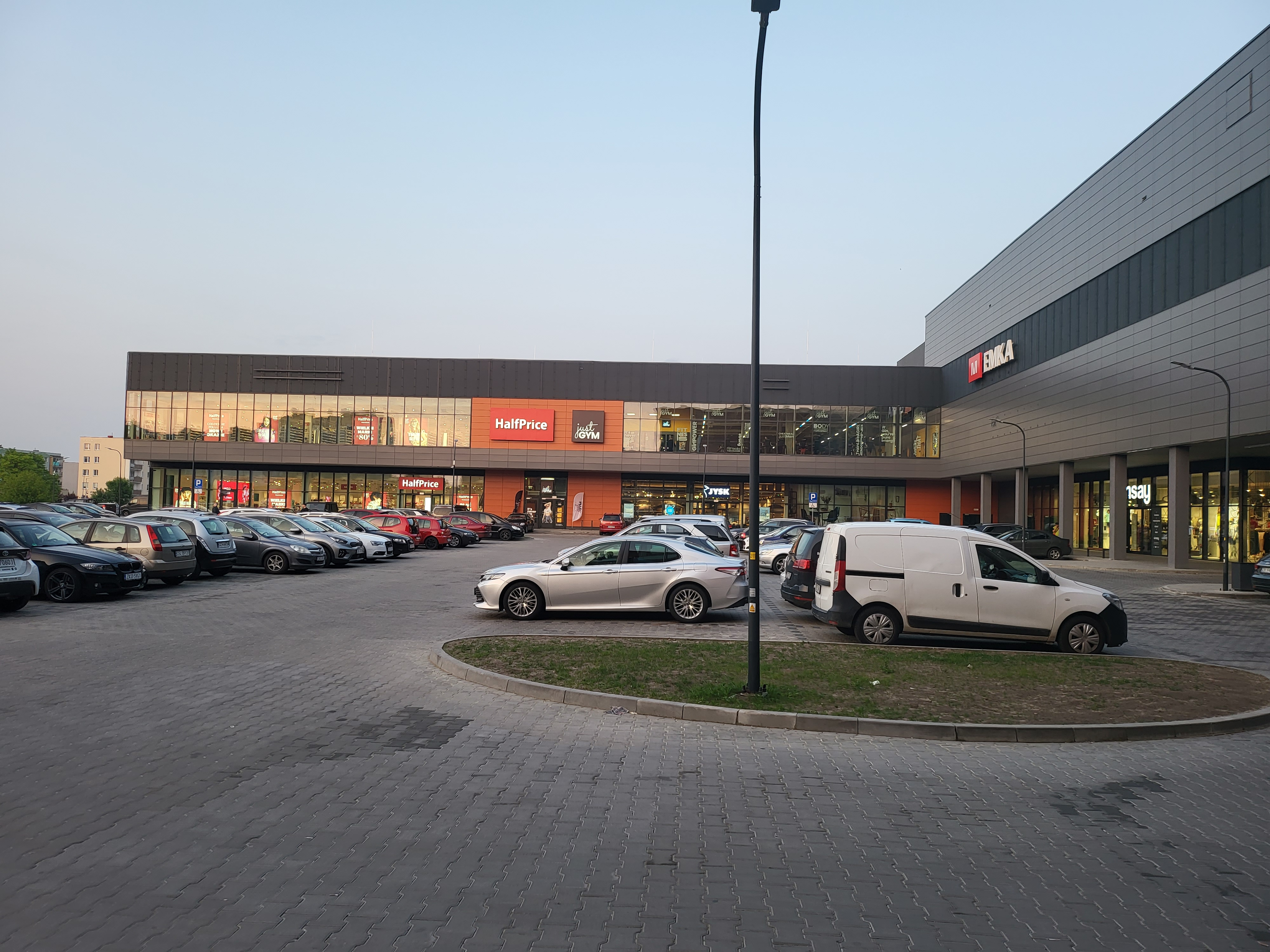
Widok od wejścia do kina Helios na lewą stronę nowej części Galerii Emka

W dniu 8 marca 2023 roku nastąpiło otwarcie drugiej dwukondygnacyjnej części galerii handlowej. Nowy budynek wybudowano w formacie parku handlowego, a do nowych sklepów wejść można wprost z parkingu. Zbudowano również łącznik między dwoma budynkami, dzięki czemu obiekty mają wspólną komunikację wewnętrzną. Galeria powiększyła się z 22 000 m² powierzchni do 32 000 m² powierzchni (o 10 000 m² więcej), a ilość miejsc parkingowych wzrosła do 850. Zmieniono również logotyp kompleksu - na znak „M EMKA”. W dniu 6 kwietnia 2023 roku otwarto kino Helios z sześcioma salami (w tym również sale typu Helios Dream) na niemal 900 osób, a 20 kwietnia otwarto całodobową siłownię Just Gym o powierzchni ponad 2 tys. m².